# Wolfgang Dihlmann
Wolfgang Dihlmann (* 1. Juli 1928 in Stettin; † 3. Oktober 2013 in Hamburg) war ein deutscher Radiologe. Er galt als einer der führenden Skelettradiologen in Deutschland.

## Leben

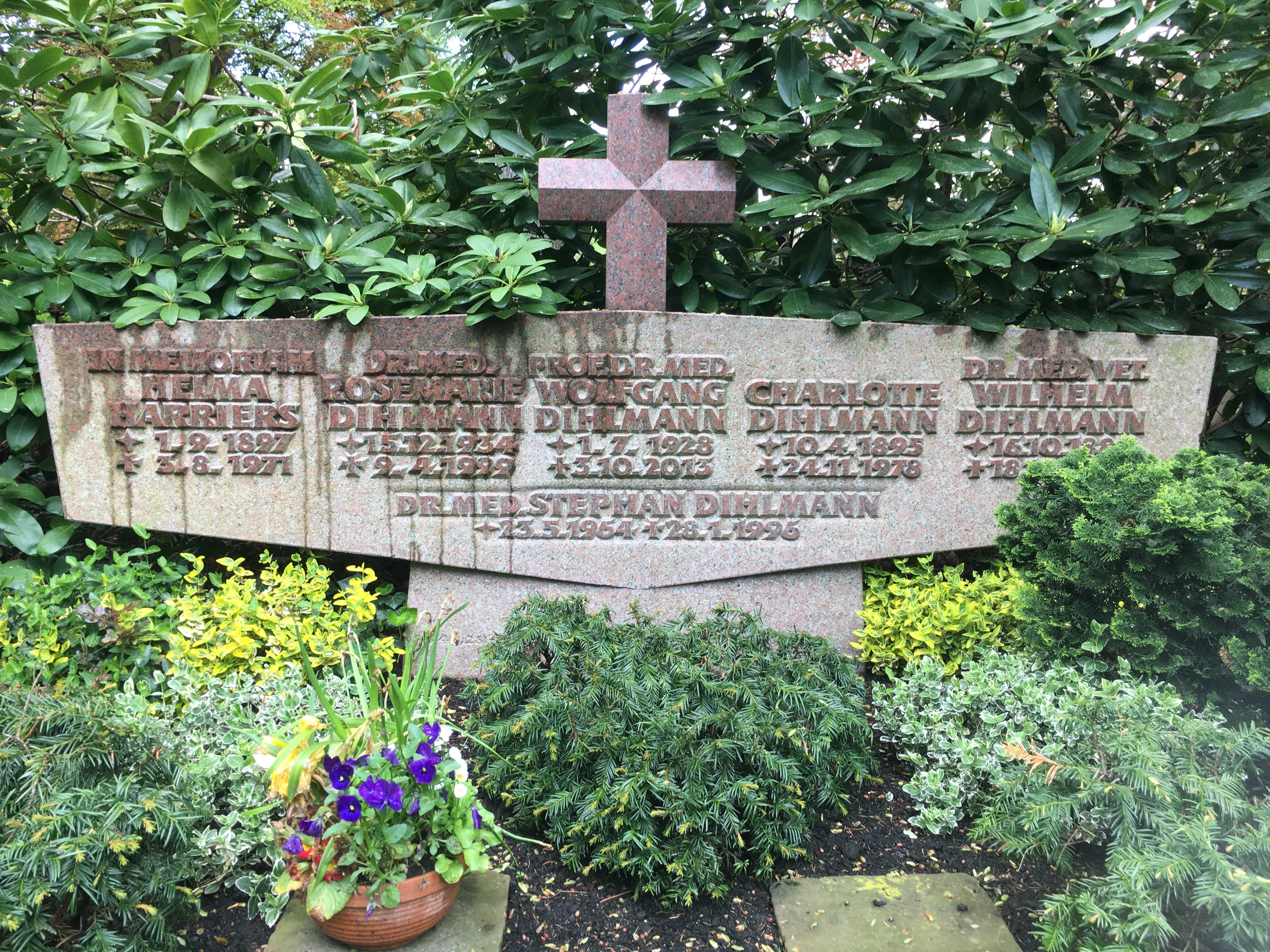
Grabstätte auf dem Friedhof Ohlsdorf

Dihlmann wurde am 1. Juli 1928 in Stettin geboren. Nach dem Kriegsdienst und sowjetischer Kriegsgefangenschaft studierte er Medizin in Greifswald, Halle an der Saale und Jena. Zunächst war er in der Biochemie tätig, wechselte dann aber in die Radiologie und wurde 1959 schließlich Oberarzt und Leiter der Röntgenabteilung an der Charité. Noch im selben Jahr verließ Dihlmann mit seiner Familie die DDR und begann in Aachen, zunächst an der Rheumaklinik Landesbad und ab 1967 am Universitätsklinikum der RWTH Aachen, in der Radiologie zu arbeiten. Hier habilitierte er sich und wurde 1971 zum Professor ernannt. 1974 übernahm er die Leitung der Abteilung für Radiologie am Allgemeinen Krankenhaus Barmbek, die er bis 1993 innehatte. Anschließend arbeitete er privat als niedergelassener Radiologe in einer Gemeinschaftspraxis. Dihlmann war Gründungsmitglied der Norddeutschen Röntgengesellschaft und von 1976 bis 1977 deren Vorsitzender. Dihlmann verfasste 7 Fachbücher und mehr als 300 wissenschaftliche Publikationen.
Wolfgang Dihlmann verstarb 85-jährig in Hamburg und wurde auf dem dortigen Friedhof Ohlsdorf beigesetzt. Die Familiengrabstätte liegt im Planquadrat AB 42 östlich von Kapelle 9.

## Ehrungen
- 1969 Georg-Schmorl-Preis der Gesellschaft für Wirbelsäulenforschung[1]
- 1970 Hermann-Holthusen-Ring der Deutschen Röntgengesellschaft[1]
- 1980 Ehrenmitglied der Brasilianischen Rheumatologischen Gesellschaft
- 1987 Erster Preis der amerikanischen Vereinigung von Medizinjournalisten[2]
- 1988 Theodor-Brugsch-Medaille der medizinisch-wissenschaftlichen Gesellschaften der DDR[1]
- 1999 Ehrenmitglied der Europäischen Gesellschaft für Skelettradiologie
- 1999 Dr.-Franziskus-Blondel-Medaille der Stadt Aachen[3]
- 2001 Ehrenmitgliedschaft der Deutschen Gesellschaft für Rheumatologie
- 2005 Goldmedaille des European Congress of Radiology (ECR)
- 2005 Goldmedaille der European Association of Radiology (EAR)[4]
- 2012 Ehrenmitgliedschaft der Norddeutschen Röntgengesellschaft

## Veröffentlichungen (Auswahl)
- „Entzündliche und degenerative Erkrankungen der Gelenke und der Wirbelsäule : unter Ausschluss d. Tuberkulose; 12 Tab.“ Thieme 1974
- „Therapie der entzündlich-rheumatischen Krankheiten“ mediamed 1983
- „Therapie der entzündlich-rheumatischen Krankheiten“ Verlag Heinrich Mack 1983
- „Radiologische Diagnostik in Klinik und Praxis Teil 1. Schädel - Gehirn“ (Bd. 5) Thieme 1986
- „Radiologische Diagnostik in Klinik und Praxis Teil 2. Wirbelsäule - Rückenmark“ (Bd. 5) Thieme 1986
- Radiologic Atlas of Rheumatic Diseases, Thieme 1986
- als Hrsg. mit Walter Frommhold: Schinz: Radiologische Diagnostik in Klinik und Praxis. Band 4: Knochen – Gelenke. Thieme, Stuttgart/ New York 1989.
- „Radiologische Diagnostik in Klinik und Praxis Teil 1. Knochen - Gelenke - Weichteile“ (Bd. 6) Thieme 1989
- „Radiologische Diagnostik in Klinik und Praxis Teil 2. Knochen - Gelenke - Weichteile“ (Bd. 6) Thieme 1991
- „Gelenke - Wirbelverbindungen : klinische Radiologie einschließlich Computertomographie - Diagnose, Differentialdiagnose“ Thieme 2002
- Mit Jürgen Bandick: Die Gelenksilhouette : das Informationspotential der Röntgenstrahlen. Springer 1995.
- Mit Axel Stäbler: Gelenke – Wirbelverbindungen. 4. vollständig überarbeitete und erweiterte Auflage, Thieme 2011.